# 萨莱尔泰讷
萨莱尔泰讷（法語：Sallertaine，法語發音：[salɛʁtɛn]）是法国卢瓦尔河地区大区旺代省的一个市镇，位于该省西北部，属于莱萨布勒多洛讷区。

## 地理
萨莱尔泰讷（46°51'35"N, 1°57'26"W）面积49.45 平方千米，位于法国卢瓦尔河地区大区旺代省，该省份为法国西部沿海省份，北起大西洋卢瓦尔省和曼恩-卢瓦尔省，西临大西洋，南至滨海夏朗德省，东部及东南部与德塞夫勒省接壤。
与萨莱尔泰讷接壤的市镇（或旧市镇、城区）包括：拉巴尔德蒙、沙朗、沙托讷夫、拉加尔纳什、勒佩里耶、圣热尔韦、圣让德蒙、圣于尔班。

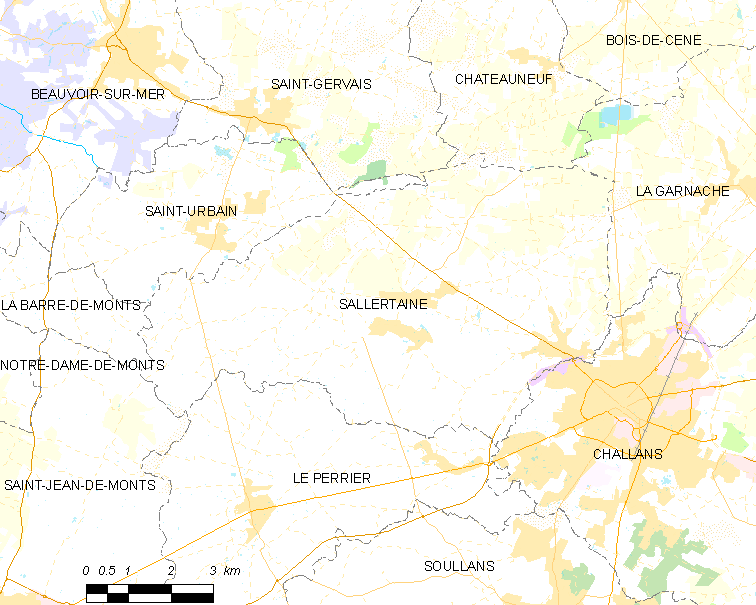
萨莱尔泰讷的OSM定位图

萨莱尔泰讷的时区为UTC+01:00、UTC+02:00（夏令时）。

## 行政
萨莱尔泰讷的邮政编码为85300，INSEE市镇编码为85280。

## 政治
萨莱尔泰讷所属的省级选区为沙朗县。

## 人口

1962-2008年间萨莱尔泰讷人口变化图示

萨莱尔泰讷于2022年1月1日时的人口数量为3390人。